# Echinodorus paniculatus
Echinodorus paniculatus är en svaltingväxtart som beskrevs av Marc Micheli. Echinodorus paniculatus ingår i släktet Echinodorus och familjen svaltingväxter. Inga underarter finns listade.

## Bildgalleri

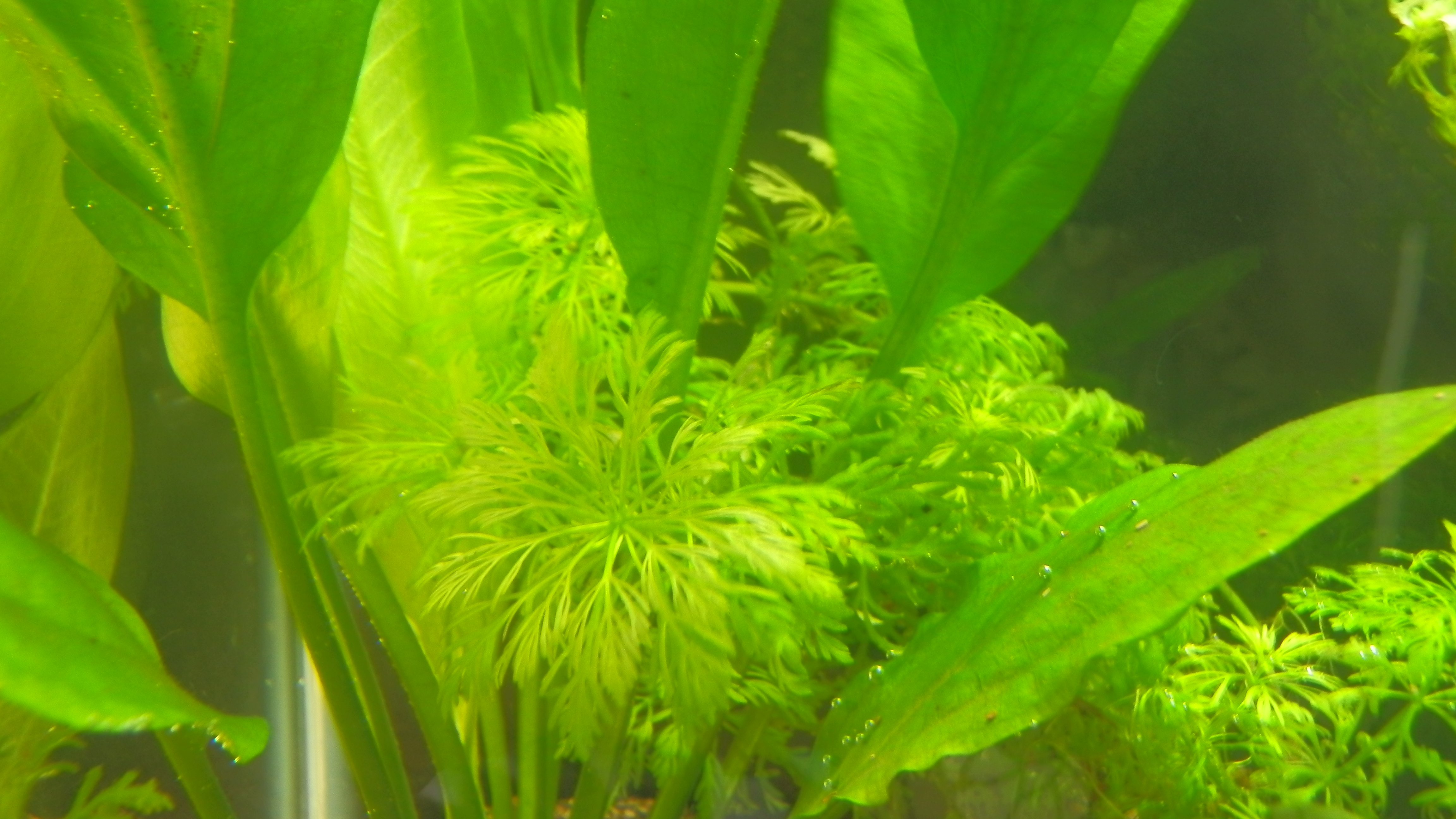
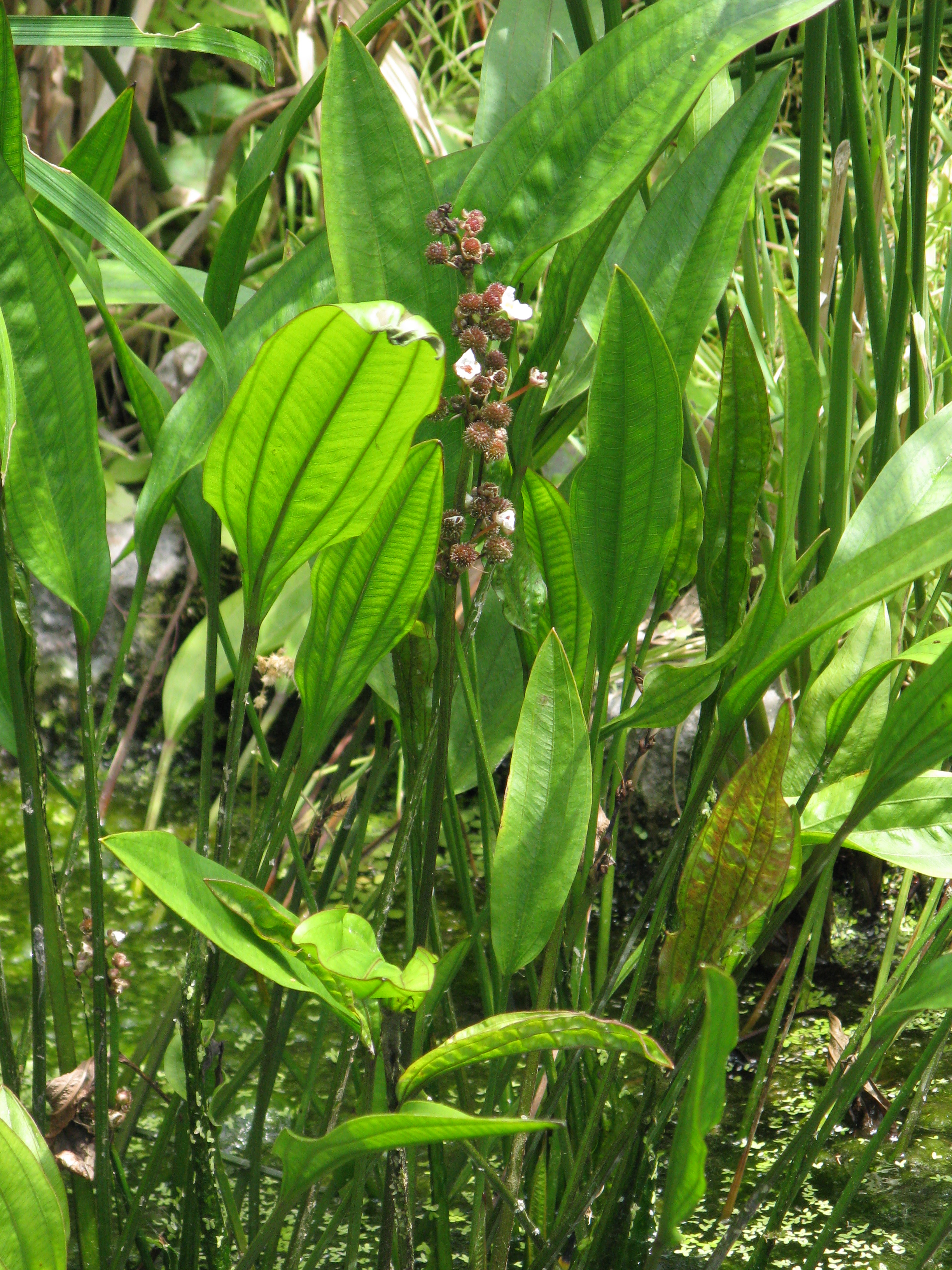
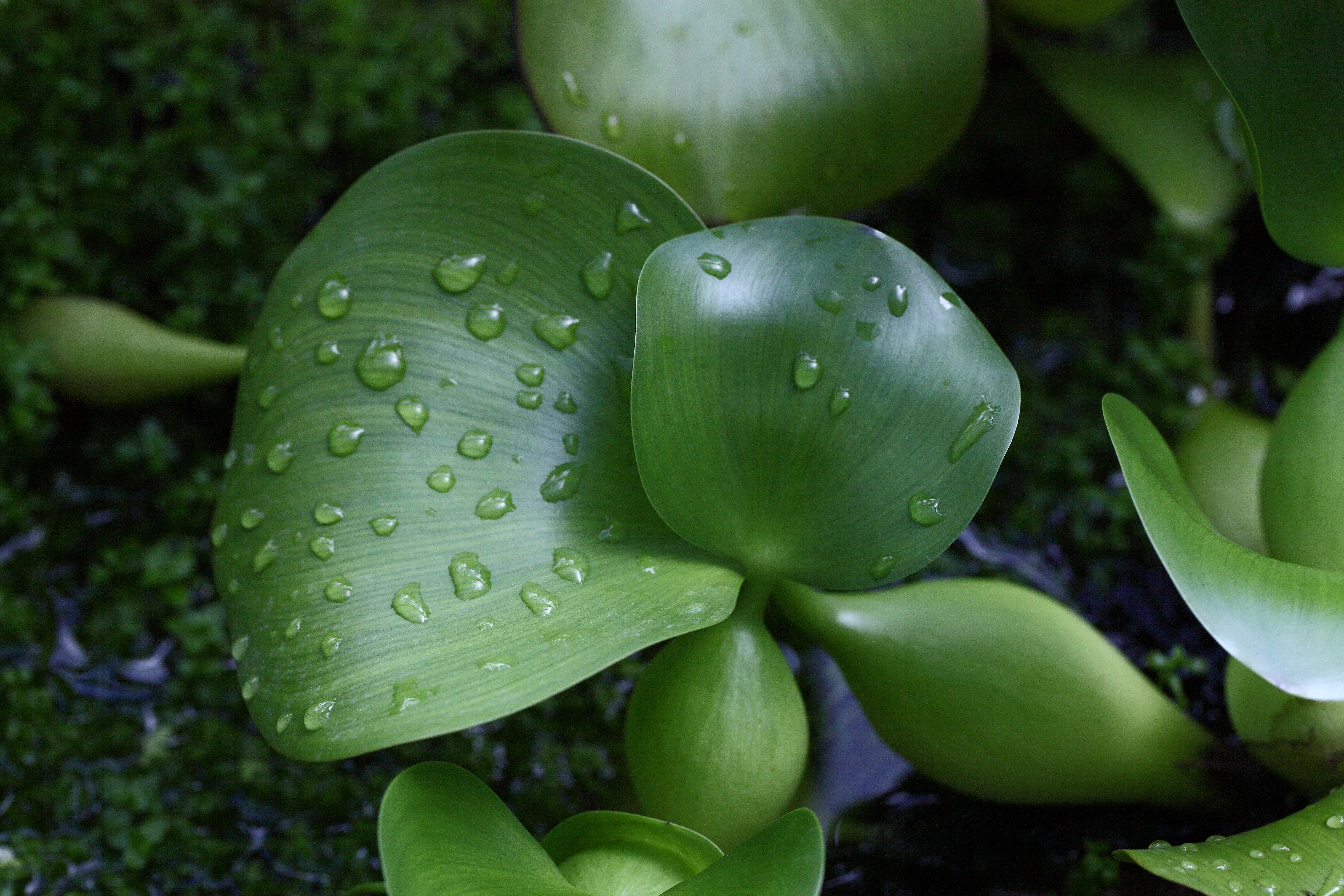